# 江崎町
江崎町（えさきちょう）は、山口県阿武郡にあった町。現在の萩市北東端の日本海沿岸にあたる。
本項では町制前の名称である田万崎村（たまさきそん）についても述べる。

## 地理
- 海洋：日本海
- 山岳：三ヶ岳、周應山、城山、高倉山、尻高山
- 河川：田万川

## 歴史
- 1889年（明治22年）4月1日 - 町村制の施行により、上田万村・下田万村・江崎村の区域をもって田万崎村が発足。
- 1940年（昭和15年）11月3日 - 田万崎村が町制施行・改称して江崎町となる。
- 1955年（昭和30年）4月1日 - 小川村と合併して田万川町が発足。同日江崎町廃止。